# ハミルトン大学 (非認定大学)
ハミルトン大学（ハミルトンだいがく、Hamilton University）は米国ワイオミング州にあった、学位を売る非認可大学（ディプロマミル）。
インターネット上で受講する通信制の大学で「国際的な教育機関」というふれこみであったが、実際には教授もおらず、州の正式な認可を受けていないにも拘らず、認可を受けた大学と偽って運営していた。現在は閉鎖されている。

## 概要
学位取得の方法は、まずネット上のリストから取得したい学位を選び小論文（と巨額の受講料）を提出、受理されれば2週間以内に卒業証書が送られて来る仕組みになっていた。その小論文も、例えば「それまでの人生の経験」の様な学術的に関係の無い内容でも良く、また短期間で卒業証書を受け取れた。
アメリカのテレビ局「CBS」のドキュメンタリー番組「60 Minutes」において、無認可大学として紹介 された。日本でも2006年11月23日にTBS「CBSドキュメント」で放送されている。

## 学位所持者
- 市川力（教育学博士）（フリースクール主宰、教育評論家）

## 参照
- DIPLOMA MILLS: Diploma Mills Are Easily Created and Some Have Issued Bogus Degrees to Federal Employees at Government Expense, Statement of Robert J. Cramer, Managing Director, Office of Special Investigations, United States Government Accountability Office, Before the Subcommittee on 21st Century Competitiveness, Committee on Education and the Workforce, U.S. House of Representatives (2004-09-23) (discusses Hamilton University). PDF file (requires Adobe Reader)
- Diplomas for Sale, CBS News, 60 Minutes (2004年11月10日)